# シビュラ (パルマ・イル・ヴェッキオ)
『シビュラ』（伊: Una Sibilla, 英: A Sibyl）は、ルネサンス期のヴェネツィア派の画家パルマ・イル・ヴェッキオが1522年から1524年頃に制作した絵画である。油彩。ギリシア・ローマの神話伝説において地中海地域各地に存在したとされるアポロンの巫女シビュラを描いている。現在はイギリスのロイヤル・コレクションに所蔵されている。またより完成度の高いヴァリアントがブレシアのソルリーニ財団（Fondazione Luciano Sorlini）に所蔵されている。

## 作品

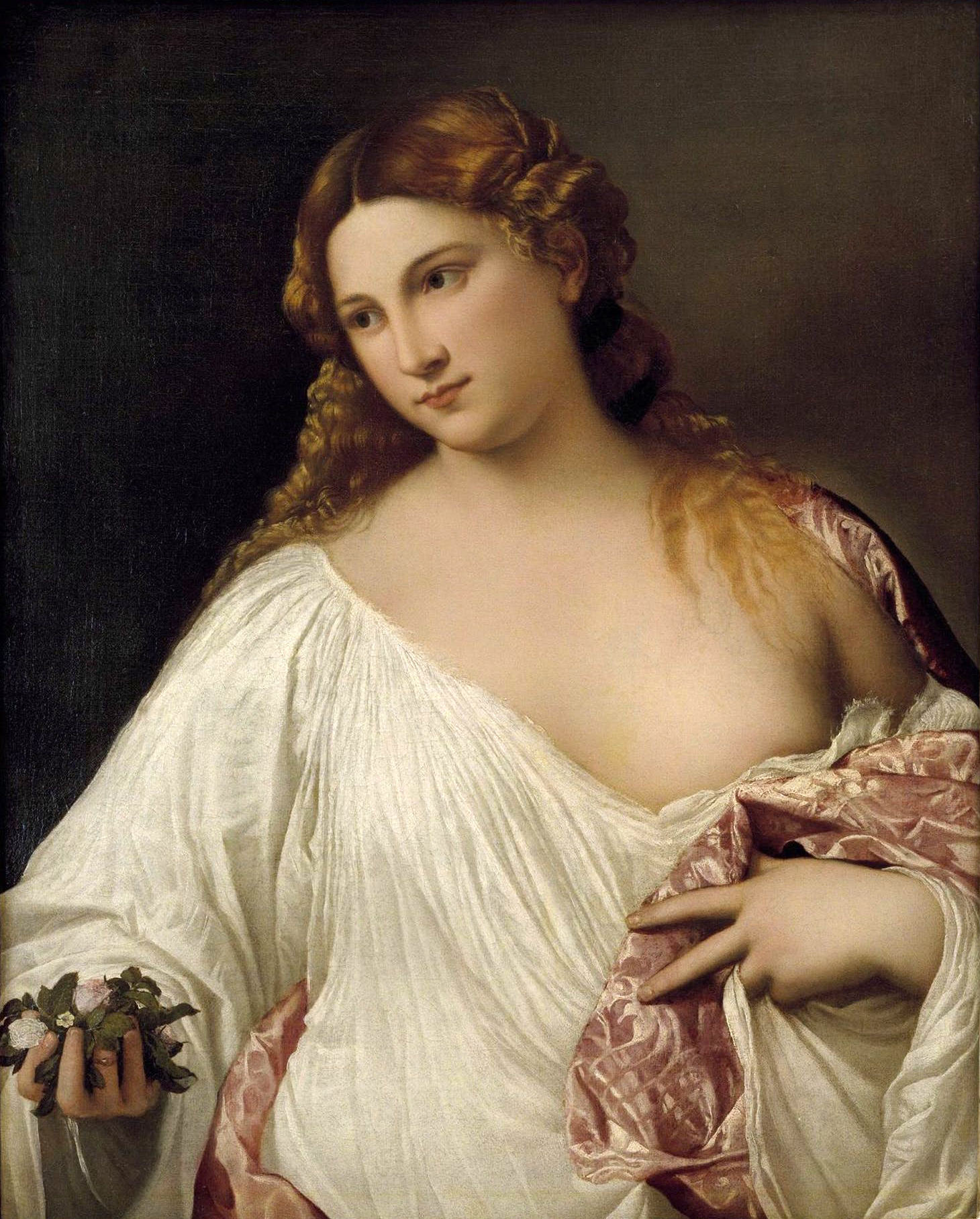
ティツィアーノ・ヴェチェッリオの『フローラ』。ウフィツィ美術館所蔵。

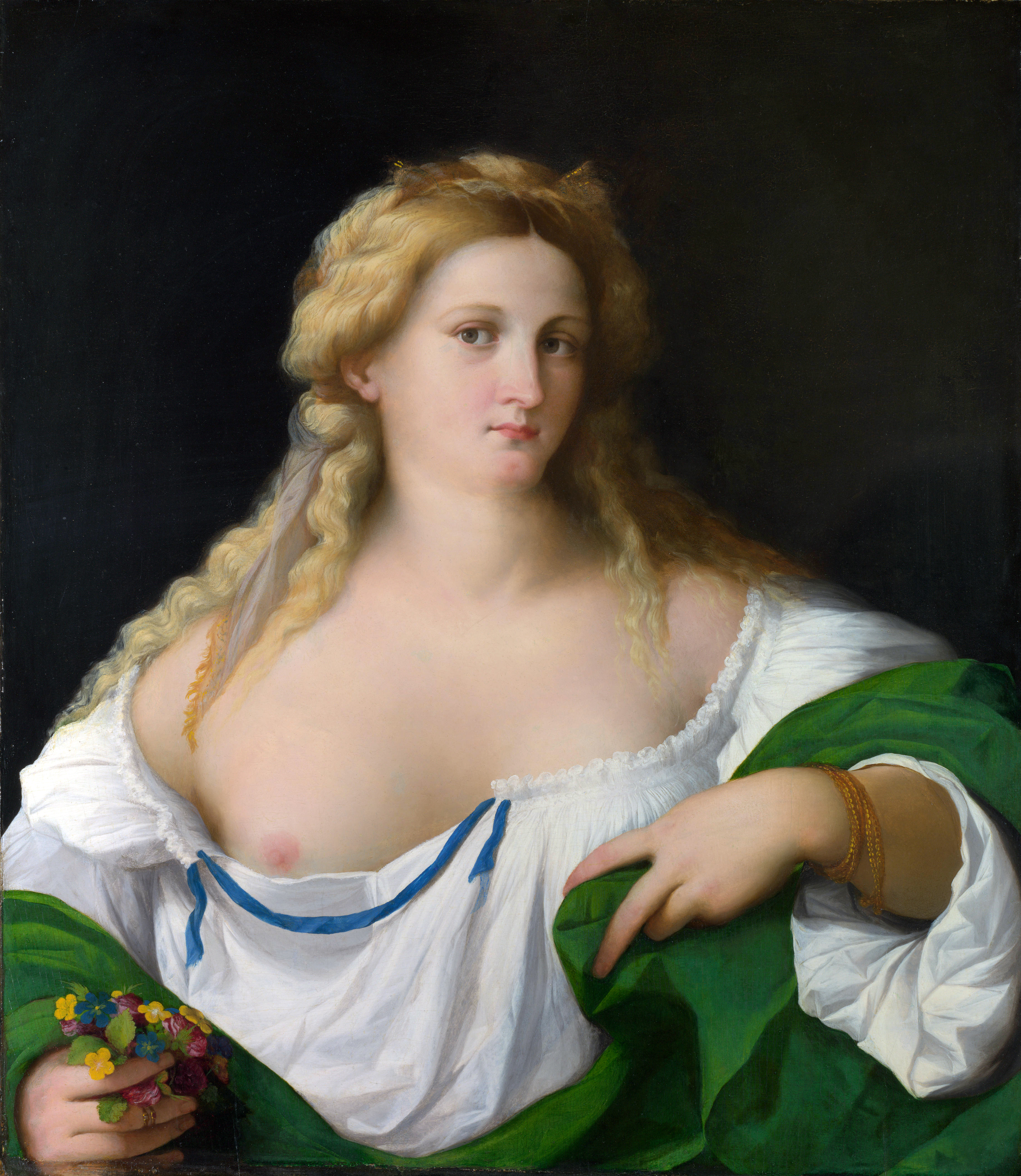
パルマ・イル・ヴェッキオの『ブロンドの女性』。1520年頃。ロンドン・ナショナル・ギャラリー所蔵。

パルマ・イル・ヴェッキオは魅惑的であると同時に理想化された女性の半身像を描いている。白いシュミーズは左肩から落ち、片方の胸の上部が露わになっている。シビュラの髪は根元が黒くなっており、その美しい金髪が染められたものであることを示している。シビュラは右腕を欄干の上に乗せている。欄干にはアラビア語の銘文が記されているが、意味のない文字の組み合わせで構成されている。この銘文が何を意図しているのかは不明であるが、19世紀に謎めいたシビュラの神秘を暗示しているのではないかと提案された。それ以来、本作品は『シビュラ』という題名で知られている。
この女性像はパルマ・イル・ヴェッキオの得意とするところである、レオナルド・ダ・ヴィンチやジョルジョーネに触発されたティツィアーノ・ヴェチェッリオの『フローラ』（Flora）によって確立されたヴェネツィア派の絵画ジャンルの作例の1つである。これらの神話的な女性像は、特定のクルチザンヌ（高級娼婦）の肖像画であるか、あるいは高級娼婦に関連した古典文学や中世文学に由来する官能的な美のイメージである可能性がある。パルマ・イル・ヴェッキオの描いたシビュラが髪を染めているように見えることは、当時の一般的な高級娼婦の髪を脱色する習慣を記録したものかもしれない。高級娼婦たちは古代神話の女神の名前で呼ばれるのが通例であり、人気があった名前はローマ神話の女神フローラであるが、当時のヴェネツィアで記録されたものにはクマエのシビュラを指す「ラ・クメア」（La Cumea）という名前もあった。
『シビュラ』は同じくパルマ・イル・ヴェッキオのロンドン・ナショナル・ギャラリーに所蔵されている『ブロンドの女性』（Donna bionda）と比較されてきた。どちらの作品も肌を露出させた白のシュミーズ、ゆるんだ金髪、手振りが特徴的である。しかし現在の作品は肖像画として見なすには一般化されすぎているように思われる。画家の女性像はいずれも共通した容貌をしている。ここで画家は当時非常に人気があった高級娼婦の容姿を、官能的な図像を求めるヴェネチアの美術市場を満足させる理想美を備えた官能的な美人画に変えたと考えるべきであろう。こうしたパルマの絵画は詩人ピエトロ・ベンボやピエトロ・アレティーノが描写した女性の理想美の特徴と同様のものである。
絵画で使用された技法は確かにこの作品がパルマ・イル・ヴェッキオによって描かれたことを示している。画家はクリーム色を帯びた白いジェッソの下地に灰色の層を塗り、肌の基調色あるいは有色下地として使用した。この技法はパルマ・イル・ヴェッキオに典型のものであったらしく、いくつかの作品の未完成部分に同様の技法が確認できる。『シビュラ』のどちらのバージョンでも灰色の下地を残すことで、シュミーズの影の部分を表現している。

## 来歴
絵画は17世紀に初代サンドウィッチ伯爵エドワード・モンタギューによって所有されていたことが知られている。その後、絵画はモンタギューによってイングランド国王チャールズ2世に献呈され、1666年にホワイトホール宮殿で記録された。1819年にウィリアム・ヘンリー・パイン著の『王室の邸宅』（Royal Residences）に収録されたフィリップ・フランシス・ステファノフの挿絵「ケンジントン宮殿の謁見室」（The Presence Chamber, Kensington Palace）に描かれている。

## ソルリーニ版
ブレシアのソルリーニ財団に所蔵されているバージョンは本作品とほぼ同じサイズで、完成度はより高く、絵具も厚く塗られている。女性の顔はより丸く、より豊かな髪には花が飾られている。左手のシュミーズの袖口や襟ぐりは緩んで下に落ちており、より胸が目立っている。その一方で右手の造形は本作品よりも繊細さを欠いている。スウェーデン女王クリスティーナまでさかのぼることができ、その後の女王のコレクションはオルレアン公フィリップ2世の膨大なオルレアン・コレクションに加わったのち、それらがイギリスで売却された際に第3代ブリッジウォーター公爵フランシス・エジャートンによって購入された。

## ギャラリー
関連作品

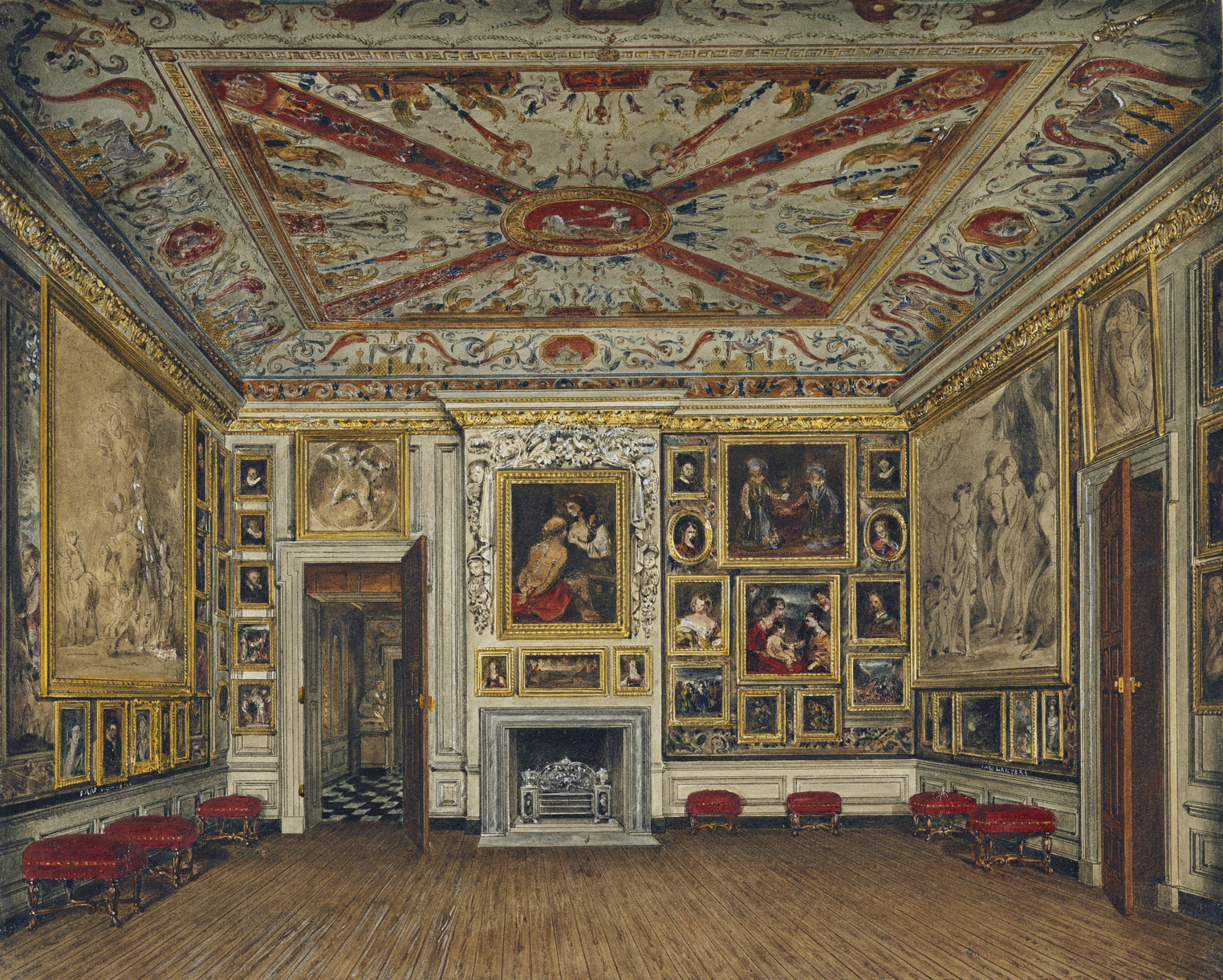
フィリップ・フランシス・ステファノフ（英語版）「ケンジントン宮殿の謁見室」ロイヤル・コレクション所蔵